# Msida
Msida – jedna z jednostek administracyjnych na Malcie. Mieszka tutaj 8 545 osób. Znajduje się tu siedziba Uniwersytetu Maltańskiego, szkoła St. Martin's College (powstała w 1905 roku) oraz główny maltański szpital Mater Dei Hospital. Działa tu również TRC Family Entertainment, firma projektowa gier rozrywkowych, transmisyjnych i gier wideo. Częścią gminy jest Swatar.  

## Turystyka
- Kościół św. Józefa (St Joseph's Church) z 1889 roku
- Kościół Niepokalanego Poczęcia (Church of the Immaculate Conception)
- Zabytkowa pralnia

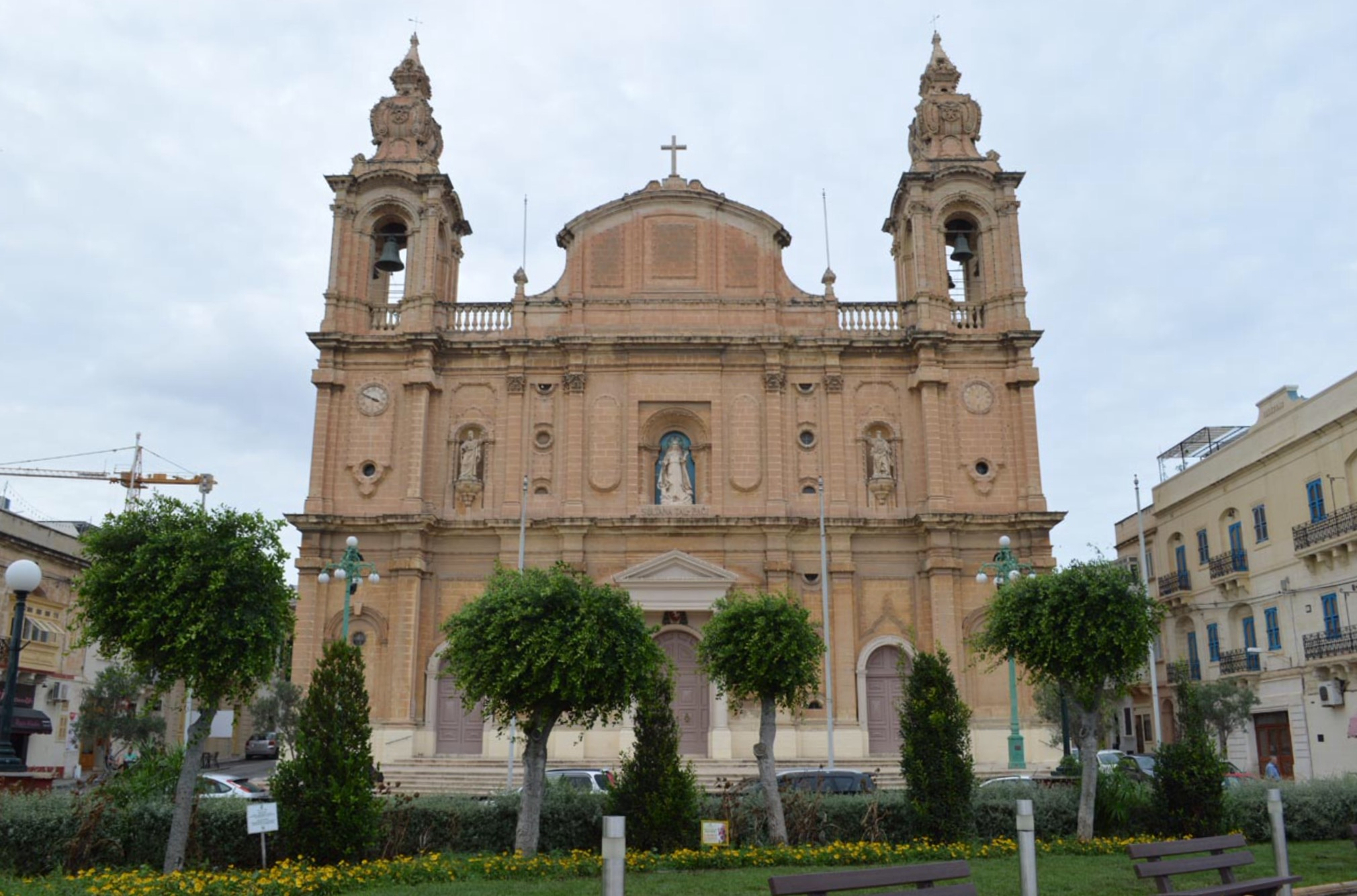
Kościół św. Józefa
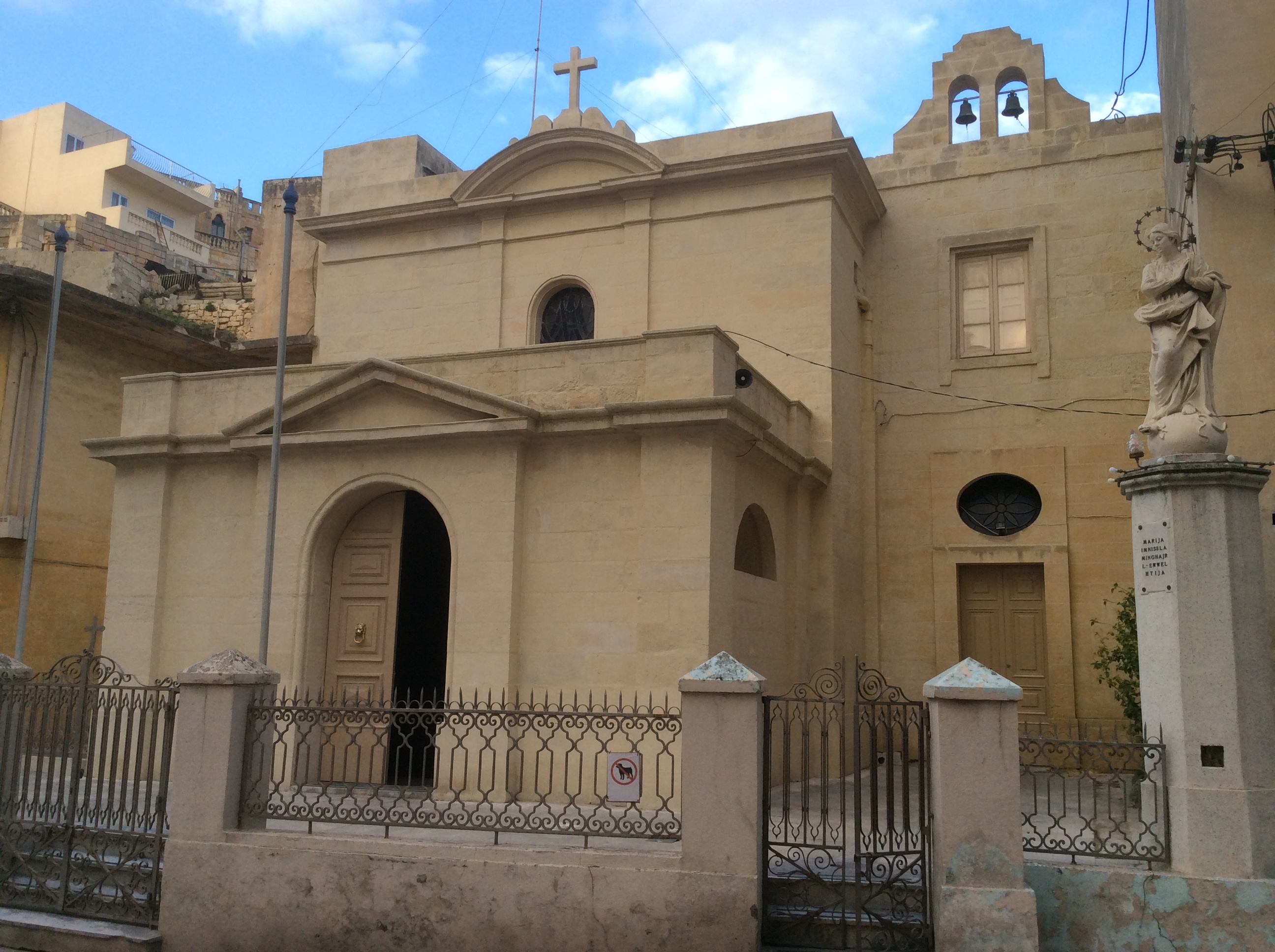
Kościół Niepokalanego Poczęcia
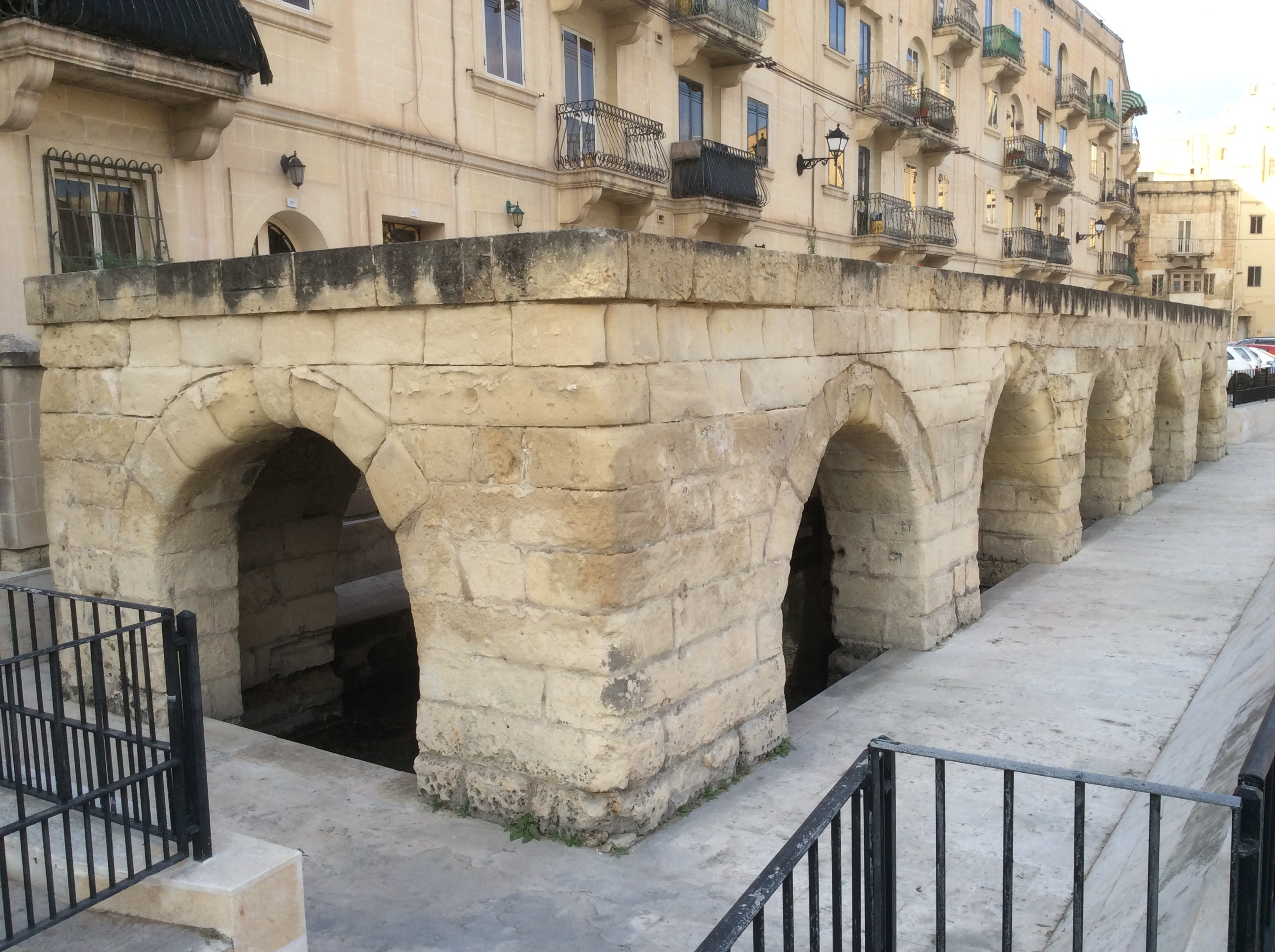
Zabytkowa pralnia

## Sport
W miejscowości funkcjonuje klub piłkarski Msida Saint-Joseph F.C. Powstał w 1906 roku. Obecnie gra w Maltese First Division, drugiej maltańskiej lidze. 